# Козлов, Илья Михайлович
Илья Михайлович Козлов — советский хозяйственный и государственный деятель, Герой Социалистического Труда.

## Биография
Родился в 1932 году в селе Шадрино. Член КПСС.
Окончил ремесленное училище в Горьком.
В 1954—1992 — плотник треста «Стройгаз», бригадир плотников строительно-монтажного управления № 1 строительно-монтажного треста № 1 «Стройгаз» Министерства строительства СССР.
Указом Президиума Верховного Совета СССР от 12 мая 1977 года присвоено звание Героя Социалистического Труда с вручением ордена Ленина и золотой медали «Серп и Молот».
Делегат XXIV съезда КПСС.
Умер в 2012 году в Нижнем Новгороде.

## Награды и звания
- Герой Социалистического Труда (12.05.1977)
- Орден Ленина (12.05.1977)
- Орден Трудового Красного Знамени (07.05.1971)